# Festival della Rosa d'oro
Il festival della Rosa d'oro (in inglese: Golden Rose; in francese: Rose d'Or) è un festival internazionale riguardante la televisione e in particolare i programmi legati all'Eurovisione.
Fondato a Montreux nel 1961 si suddivide in varie categorie a partire dal 2004 e vi partecipano programmi, produttori e dirigenti di servizi radiotelevisivi pubblici e indipendenti da oltre 40 paesi.
Nel 2014 sono stati aggiunti premi anche per programmi radiofonici e trasmessi online.

## Storia
La prima cerimonia di premiazione si tenne a Montreux nel 1961 su idea di Marcel Bezençon, già fondatore dell'Eurovision Song Contest e direttore dell'Unione europea di radiodiffusione (UER). La produzione dell'evento fu assegnata all'emittente svizzero-tedesca Schweizer Fernsehen (SF) e il primo premio fu assegnato alla serie televisiva The Black and White Minstrel Show, prodotta e trasmessa dall'emittente inglese BBC.
Le prime edizioni premiarono esclusivamente programmi e serie televisive, assegnando la Rosa d'Argento e la Rosa di Bronzo al secondo e terzo classificato. Tuttavia nel 2004, anno in cui la cerimonia fu spostata a Lucerna, i premi aumentarono e furono suddivisi in categorie.

## Categorie premiate

### Programmi televisivi
- Programmi indirizzati a bambini e ragazzi (Children and Youth)
- Commedia (Comedy)
- Commedia drammatica e Sitcom (Comedy Drama and Sitcom)
- Documentario sulle arti (Arts)
- Dramma (Drama)
- Game show (Studio Entertainment)
- Podcast o trasmissione radiofonica (Audio Entertainment)
- Reality (Reality and Factual Entertainment)
- Rosa d'Oro (Golden Rose)
- Soap opera e Telenovela (Soap or Telenovela)
- Social media (Social Media Video Series)

### Produttori, attori e dirigenti
- Performance dell'anno (Performance of the Year)
- Carriera (Lifetime Achievement)

## Vincitori
- 1961: The Black and White Minstrel Show (BBC, Regno Unito)
- 1962: Kaskad (SR, Svezia)
- 1963: Julie and Carol at Carnegie Hall (CBS, Stati Uniti d'America)
- 1964: Happy End (SSR / TSR, Svizzera)
- 1965: The Cold Old Days (Yle, Finlandia)
- 1966: L'Arroseur arrosé (ORTF, Francia)
- 1967: The Frost Report (BBC, Regno Unito)
- 1968: Historias de la Frivolidad (TVE, Spagna)
- 1969: Holiday in Switzerland (SRG / SF DRS, Svizzera)
- 1970: Les six évadés (ČST, Cecoslovacchia)
- 1971: Lodynski's Flohmarkt Company (ORF, Austria)
- 1972: Marty Feldman's Comedy Machine (UKIB, Regno Unito)
- 1973: The N.S.V.I.P.'s (SR TV1, Svezia)
- 1974: Don Juan (TVE, Spagna)
- 1975: Fatti e fattacci (Rai, Italia)
- 1976: The Nor-Way to Broadcasting (NRK, Norvegia)
- 1977: The Muppet Show (UKIB, Regno Unito)
- 1978: The Shirley MacLaine Special – Where Do We Go From Here? (CBS, Stati Uniti d'America)
- 1979: Rich Little's Christmas Carol (CBC, Canada)
- 1980: Dream Weaver (CBC, Canada)
- 1981: Mikhail Baryshnikov on Broadway (ABC, Stati Uniti d'America)
- 1982: Dizzy Feet (UKIB / Central, Regno Unito)
- 1983: Al Paradise (Rai, Italia)
- 1984: I am a Hotel (CBC, Canada)
- 1985: The Paul Daniels Magic Easter Show (BBC, Regno Unito)
- 1986: Penn and Teller Go Public (CPB, Stati Uniti d'America)
- 1987: The Prize (SVT, Svezia)
- 1988: The Comic Strip Presents... The Strike (Channel 4, Regno Unito)
- 1989: Hale & Pace (UKIB / LWT, Regno Unito)
- 1990: Mr. Bean (UKIB / Thames, Regno Unito)
- 1991: A Night on Mount Edna (LWT, Regno Unito)
- 1992: Brian Orser: Night Moves (CBC, Canada)
- 1993: The Kids in the Hall (Broadway, Canada)
- 1994: Sevillanas (Sogepaq, Spagna)
- 1995: Don't Forget Your Toothbrush (Ginger / Channel 4, Regno Unito)
- 1996: Itzhak Perlman – In the Fiddler's House (CPB, Stati Uniti d'America)
- 1997: Cold Feet (Granada Television, Regno Unito)
- 1998: Yo-Yo Ma Inspired by Bach (Rhombus, Canada)
- 1999: The League of Gentlemen (BBC, Regno Unito)
- 2000: The Mole (VRT, Belgio)
- 2001: Lenny Henry in Pieces (Tiger Aspect / BBC, Regno Unito)
- 2002: Pop Idol (Thames TV/ITV, Regno Unito)
- 2003: Faking It (RDF Media / Channel 4, Regno Unito)

### 2004
| Categoria          | Vincitore                                                                    | Rete televisiva          | Nazione     |
| ------------------ | ---------------------------------------------------------------------------- | ------------------------ | ----------- |
| Arts & Specials    | Amelia                                                                       | Rhombus                  | Canada      |
| Comedy             | Creature Comforts                                                            | Aardman Animations / ITV | Regno Unito |
| Game Show          | My New Best Friend                                                           | Tiger Aspect             | Regno Unito |
| Music              | One Bullet Left                                                              | SF DRS                   | Svizzera    |
| Reality Show       | Wife Swap                                                                    | Channel 4                | Regno Unito |
| Sitcom             | Peep Show                                                                    | Channel 4                | Regno Unito |
| Soap               | Saint Tropez (Sous le soleil)                                                | Marathon                 | Francia     |
| Variety            | Ant and Dec's Saturday Night Takeaway                                        | Granada Television       | Regno Unito |
| Press Prize        | Little Britain                                                               | BBC                      | Regno Unito |
| Paper format       | From Rust to Riches                                                          | Team Gryttjom            | Svezia      |
| Pilot award        | Fur TV                                                                       | BBC                      | Regno Unito |
| Charity award      | Peter Ustinov                                                                |                          | Regno Unito |
| Honorary Rose      | John de Mol                                                                  |                          | Paesi Bassi |
| Best performances: |                                                                              |                          |             |
| Comedy             | Anke Engelke in Ladykracher                                                  | Brainpool / Sat.1        | Germania    |
|                    | Harry Hill in Harry Hill's TV Burp                                           | Avalon                   | Regno Unito |
| Sitcom             | Felicitas Woll in Berlin, Berlin                                             | Studio Hamburg           | Germania    |
|                    | Martin Freeman in Hardware                                                   | Talkback Thames          | Regno Unito |
| Soap               | Bénédicte Delmas in Sous le soleil                                           | Marathon                 | Francia     |
|                    | Shane Richie in EastEnders                                                   | BBC                      | Regno Unito |
| Game show          | Anthony McPartlin e Declan Donnelly in Ant and Dec's Saturday Night Takeaway | Granada Television       | Regno Unito |

### 2005
| Categoria          | Vincitore                                          | Rete televisiva               | Nazione               |
| ------------------ | -------------------------------------------------- | ----------------------------- | --------------------- |
| Arts & Specials    | The Cost Of Living                                 | DV8 Films                     |                       |
| Comedy             | Little Britain                                     | BBC                           | Regno Unito           |
| Game Show          | Test the Nation                                    | Talent TV / BBC               | Regno Unito           |
| Music              | Flashmob – The Opera                               | BBC                           | Regno Unito           |
| Reality Show       | Supernanny                                         | Channel 4                     | Regno Unito           |
| Sitcom             | Nighty Night                                       | BBC                           | Regno Unito           |
| Soap               | Verbotene Liebe                                    | ARD                           | Germania              |
| Variety            | Strictly Come Dancing                              | BBC                           | Regno Unito           |
| Press Prize        | Schillerstraße                                     | Hurricane Fernseh Productions | Germania              |
| Paper format       | Daycare Dilemma                                    | SBS                           | Svezia                |
| Pilot award        | Dinner Dating                                      | First Entertainment           | Germania              |
| Charity award      | Bob Geldof                                         |                               | Irlanda               |
| Honorary Rose      | Herbert Kloiber                                    |                               | Germania              |
| Best performances: |                                                    |                               |                       |
| Comedy             | F: Pippa Haywood in Green Wing                     | Channel 4                     | Regno Unito           |
|                    | M: David Walliams and Matt Lucas in Little Britain | BBC                           | Regno Unito           |
| Sitcom             | M: Peter Kay in Max & Paddy's Road to Nowhere      | Channel 4                     | Regno Unito           |
|                    | F: Zoë Wanamaker in My Family                      | BBC                           | Regno Unito           |
| Soap               | F: Lesley-Anne Down in The Bold and the Beautiful  | CBS                           | Stati Uniti d'America |
|                    | M: Pat Nolan in Fair City                          | RTÉ                           | Irlanda               |
| Game show          | Thomas Gottschalk in Wetten, dass..?               |                               | Germania              |

### 2006
| Categoria          | Vincitore                                    | Rete televisiva | Nazione               |
| ------------------ | -------------------------------------------- | --------------- | --------------------- |
| Arts & Specials    | Girl in a Mirror                             | ABC TV          | Australia             |
| Comedy             | Look Around You                              | BBC             | Regno Unito           |
| Game Show          | Deal or No Deal                              | Channel 4       | Regno Unito           |
| Music              | Gospel in Paradiso                           |                 | Paesi Bassi           |
| Reality Show       | The Apprentice                               | BBC             | Regno Unito           |
| Sitcom             | Extras                                       | BBC             | Regno Unito           |
| Soap               | Verliebt in Berlin                           | Sat.1           | Germania              |
| Variety            | Friday Night Project: Billie Piper           | Channel 4       | Regno Unito           |
| Press Prize        | Pastewka                                     | Sat.1           | Germania              |
| Paper format       |                                              |                 |                       |
| Pilot award        | Alex FM                                      |                 | Germania              |
| Charity award      | Fuji Television                              |                 | Giappone              |
| Honorary Rose      | Ricky Gervais                                |                 | Regno Unito           |
| Best performances: |                                              |                 |                       |
| Comedy             | F: Jo Joyner in Swinging                     | Five            | Regno Unito           |
|                    | M: Chris Lilley in The Nominees              | ABC             | Australia             |
| Sitcom             | M: Bastian Pastewka in Pastewka              | Sat.1           | Germania              |
|                    | F: Ashley Jensen in Extras                   | BBC             | Regno Unito           |
| Soap               | F: Alexandra Neldel in Verliebt in Berlin    | Sat.1           | Germania              |
|                    | M: Jack Wagner in The Bold and the Beautiful |                 | Stati Uniti d'America |
| Game show          | Stephen Fry in Quite Interesting             | BBC             | Regno Unito           |

### 2007
| Categoria                            | Vincitore                      | Rete televisiva       | Nazione     |
| ------------------------------------ | ------------------------------ | --------------------- | ----------- |
| Arts Documentary                     | Young@Heart                    | Channel 4             | Regno Unito |
| Comedy                               | The Vicar of Dibley            | BBC                   | Regno Unito |
| Performing Arts                      | Prokofiev's Peter & the Wolf   | Channel 4             | Regno Unito |
| Performing Arts: Special Mention     | Car men                        | NPS                   | Paesi Bassi |
| Reality                              | Secret Millionaire             | Channel 4             | Regno Unito |
| Reality: Special Mention             | My Last Words                  | Palm Plus Productions | Paesi Bassi |
| Show                                 | The Pyramid                    | Castor Multimedia     | Croazia     |
| Sitcom                               | Not Going Out                  | BBC                   | Regno Unito |
| Soap                                 | Con Passionate                 | S4C                   | Regno Unito |
| Soap: Special Mention                | Home Affairs                   | SABC                  | Sudafrica   |
| Best of 2007 Special Prize           | Young@Heart                    | Channel 4             | Regno Unito |
| Opera Special Prize                  | Man on the Moon                | Channel 4             | Regno Unito |
| Opera Special Prize: Special Mention | Mozart 22 - Le Nozze di Figaro | Unitel GmbH & Co KG   | Germania    |

### 2008
| Categoria              | Vincitore                                    | Rete televisiva     | Nazione               |
| ---------------------- | -------------------------------------------- | ------------------- | --------------------- |
| Arts Documentary       | Strictly Bolshoi                             | Channel 4           | Regno Unito           |
| Comedy                 | Kombat Opera Presents                        | BBC Two             | Regno Unito           |
| Drama                  | Skins                                        | E4                  | Regno Unito           |
| Drama: Special Mention | The Street II                                | BBC                 | Regno Unito           |
| Entertainment          | Hider in the House                           | BBC Two             | Regno Unito           |
| Game Show              | Power of 10                                  | CBS                 | Stati Uniti d'America |
| Performing Arts        | Mozart’s Magic Flute - Onstage and Backstage | Schweizer Fernsehen | Svizzera              |
| Reality                | The Phone                                    | AVRO                | Paesi Bassi           |
| Sitcom                 | The IT Crowd                                 | Channel 4           | Regno Unito           |
| Best Entertainer       | Peter Serafinowicz                           | BBC Two             | Regno Unito           |
| Best of 2008           | Kombat Opera Presents                        | BBC Two             | Regno Unito           |

### 2009
| Categoria                        | Vincitore                          | Rete televisiva | Nazione               |
| -------------------------------- | ---------------------------------- | --------------- | --------------------- |
| Arts Documentary                 | The Curse of the Mona Lisa         | Channel 4       | Regno Unito           |
| Comedy                           | Rick Mercer Report                 | CBC             | Canada                |
| Drama                            | Windfall & Misfortunes             |                 | Canada                |
| Entertainment                    | El Hormiguero                      | Cuatro          | Spagna                |
| Game Show                        | Relentless                         | ITV             | Regno Unito           |
| Performing Arts                  | The Eternity Man                   | ABC             | Australia             |
| Performing Arts: Special Mention | La Traviata at Zurich Main Station |                 | Svizzera              |
| Reality                          | I Survived a Japanese Game Show    | ABC             | Stati Uniti d'America |
| Sitcom                           | My Family                          | BBC One         | Regno Unito           |
| Best of 2009                     | I Survived a Japanese Game Show    | ABC             | Stati Uniti d'America |

### 2010
| Categoria                          | Vincitore                    | Rete televisiva | Nazione            |
| ---------------------------------- | ---------------------------- | --------------- | ------------------ |
| Arts Documentary & Performing Arts | The Neighbour                | NRK             | Norvegia           |
| Comedy                             | Benidorm Bastards            | VMMa            | Belgio             |
| Sitcom                             | The Inbetweeners             | E4              | Regno Unito        |
| Drama & Mini Series                | Hopeville                    |                 | Sudafrica          |
| Soap & Telenovela                  | Date Blind                   |                 | Argentina/Svizzera |
| Children & Youth                   | Krimi.de - Web Attack        |                 | Germania           |
| Variety & Live Event Show          | La Bohème at the Tower Block |                 | Svizzera           |
| Game Show                          | Bingo Banko                  |                 | Danimarca          |
| Reality & Factual Entertainment    | Blood, Sweat and Takeaways   | BBC             | Regno Unito        |
| Multi-Platform                     | Águila Roja                  | RTVE            | Spagna             |
| Social Awards                      | Desert Tears                 |                 | Germania           |
| Best of 2010                       | Benidorm Bastards            | VMMa            | Belgio             |

### 2012
| Categoria                          | Vincitore                         | Rete televisiva | Nazione               |
| ---------------------------------- | --------------------------------- | --------------- | --------------------- |
| Arts Documentary & Performing Arts | The Sound of Ole Bull             | NRK             | Norvegia              |
| Comedy                             | Black Mirror: The National Anthem | Channel 4       | Regno Unito           |
| Sitcom                             | Friday Night Dinner               | Channel 4       | Regno Unito           |
| Series                             | Pan Am                            | ABC             | Stati Uniti d'America |
| TV Movie                           | Homevideo                         | NDR             | Germania              |
| Children                           | Horrible Histories                | BBC             | Regno Unito           |
| Youth                              | Dream High                        | KBS             | Corea del Sud         |
| Live Event Show                    | Eurovision Song Contest 2011      | ARD             | Germania              |
| Game Show                          | The Million Pound Drop Live       | Channel 4       | Regno Unito           |
| Factual Entertainment              | Go Back To Where You Came From    | SBS             | Australia             |
| Lifestyle                          | The Great British Bake Off        | BBC             | Regno Unito           |
| Multi-Platform                     | Plan B                            | Antena 3        | Spagna                |
| Best of Rose 2012                  | Go Back To Where You Came From    | SBS             | Australia             |